# Marquesado de Albis
El marquesado de Albis es un título nobiliario español, originario del Reino de Cerdeña, creado el 12 de agosto de 1651 por el rey Felipe IV en favor de Antonio Manca y Guiso de Nuoro, nieto de don Gabriel Manca y Pirella, barón de Ussana. Fue rehabilitado en 1929 por Alfonso XIII y concedido a María del Alcázar y Mitjans.

## Marqueses de Albis
|                                 | Titular                           | Periodo                |
| Creación por Felipe IV          | Creación por Felipe IV            | Creación por Felipe IV |
| ------------------------------- | --------------------------------- | ---------------------- |
| I                               | Antonio Manca y Guiso             | 1651-1652              |
| II                              | Carlo Félix Manca y Santus        | 1652-?                 |
| III                             | Federico Joseph Manca y Santus    | ?-?                    |
| IV                              | Antonio Josep Manca y Sanna       | ?-1702                 |
| V                               | Francisco María Manca y Cervellò  | 1702-1706              |
| VI                              | Pedro María Manca y Cervellò      | 1706-1721              |
| VII                             | Antonio Josep Manca y Zapata      | 1721-1737              |
| VIII                            | Pedro Manca y Cervellò            | 1737-1751              |
| IX                              | Francisco María Manca y Zapata    | 1737-1757              |
| X                               | Juan Manca y Zapata               | 1751-1776              |
| XI                              | Rafael Manca y Zapata             | 1776 - 1782            |
| XII                             | Magdalena Manca y Zapata          | 1782 - 1808            |
| Rehabilitación por Alfonso XIII |                                   |                        |
| XIII                            | María del Alcázar y Mitjans       | 1929-1998              |
| XIV                             | Juan Manuel Silvela y del Alcázar | 1999-2019              |
| XV                              | Manuel Felipe Silvela Silvela     | 2020-2024              |
| XVI                             | Isabel Silvela Macho              | 2024-actual titular    |

## Historia de los marqueses de Albis
La lista de titulares es la que sigue:
- Antonio Manca y Guiso, I marqués de Albis.

Casó con María Santus en Cagliari, el 17 de junio de 1629. Tuvieron por hija a:
Elena Manca y Santos, que casó con Félix Masones y Sanna y tuvieron a:
José Masones y Manca, I marqués de Isla Roja, que casó con la gallega Juana Sotomayor de Lima y Noroña. Tuvieron amplia descendencia, la cual ostentó diferentes títulos como el ducado de Sotomayor, el marquesado de Casa Fuerte, el condado del Castillo de Vera, etc. Sin embargo, no reclamaron el marquesado de Albis hasta 1929.
En 1929 fue rehabilitado y recayó en
- María del Alcázar y Mitjans, II marquesa de Albis. [6]

Sin descendencia. Le sucedió su sobrino, quien era el hijo de su hermana María Sonsoles del Alcázar y Mitjans, condesa del Castillo de Vera, y de Felipe Silvela y Aboin:
- Juan Manuel Silvela y del Alcázar, III marqués de Albis[7] XIV conde de Crecente[8][9] y VII conde del Castillo de Vera.[8]

Sin descendencia, sucedió su sobrino, hijo de su hermana Gabriela Silvela y del Alcázar, VII condesa del Castillo de Vera, y de su esposo, Manuel Silvela y Jiménez Arenas y Bernaldo de Quirós, II marqués de Arenas:
- Manuel Felipe Silvela y Silvela, IV marqués de Albis.[10][8] XV conde de Crecente[8][11] III marqués de Arenas,[12] y VIII conde del Castillo de Vera.

Sucedió, por cesión, su hija:
- Isabel Silvela Macho, V marquesa de Albis.[13]